# Симанчук, Григорий Михайлович
Григорий Михайлович Симанчук — советский снайпер 72-й стрелковой дивизии 55-й армии Ленинградского фронта в годы Великой Отечественной войны, кавалер орденов Ленина и Красного Знамени. На счету Григория 240 подтверждённых уничтоженных солдат и офицеров противника.

## Биография
Григорий Михайлович Симанчук родился в 1921 году в селе Навозы Михайло-Коцюбинского района Черниговской губернии. 5 октября 1940 года Григорий был призван в армию, служил в 9-й стрелковой роте 3-го стрелкового батальона 187-го стрелкового полка 72-й стрелковой дивизии 55-й армии. В начале сентября 1941 года в боях на Ленинградском фронте Симанчук был ранен, после возвращения в строй Григорий всё время находился впереди своего подразделения, увлекая вперёд за собой бойцов.
В период с 20 декабря 1941 года по 22 января 1942 года Симанчук уничтожил 51 солдата и офицера противника, за что 23 января был представлен к награждению орденом Красной Звезды, вместо этого 22 февраля, на 1-м слёте снайперов Ленинградского фронта в Смольном, Григорий Симанчук был сразу награждён орденом Ленина и получил именную винтовку. Неоднократно снайпер Григорий Симанчук попадал на «Доску Почёта» газеты 55-й армии «Боевая красноармейская». 12 августа 1942 года старший сержант Симанчук получил тяжелое ранение в ногу. Командованием дивизии за уничтожение 174 солдат и офицеров противника и за подготовку более 30 снайперов-истребителей был представлен к званию Героя Советского Союза, но приказом от 17 октября был награждён только орденом Красного Знамени. В Свердловске, куда был эвакуирован Григорий, ему была проведена операция по ампутации ступни. По окончании лечения Симанчука собирались оставить в тылу и подыскать ему как инвалиду войны работу, однако он настоял на своём возвращении на фронт и 28 мая 1943 года вернулся в расположение полка, где уже на следующий день снова вышел на огневой рубеж. 3 июня 1943 года Григорий Симанчук в числе первых был награждён медалью «За оборону Ленинграда». Всего итоговый счёт снайпера Симончука составил 240 подтверждённых уничтоженных солдат и офицеров противника.

## Комментарии
1. ↑  Ныне село Днепровское Днепровского сельского совета Черниговского района Черниговской области Украины.